# (52872) Окироя
(52872) Окироя (др.-греч. Ὠκυρ(ρ)όη) — астероид группы кентавров, который был открыт 19 сентября 1998 года в рамках проекта университета Аризоны по изучению комет и астероидов Spacewatch в обсерватории Китт-Пик и назван в честь Окирои, дочери кентавра Хирона согласно древнегреческой мифологии. 

Орбита астероида Окироя и его положение в Солнечной системе

Из-за сильного гравитационного воздействия со стороны планет-гигантов кентавры имеют очень небольшой динамический срок жизни, в частности, для Окирои он составит всего около 670 000 лет. Кентавр (52872) Окироя имеет одно из самых малых перигелийных расстояний среди других кентавров — ближе к Солнцу подходит только кентавр 2008 QD4. Благодаря столь тесным сближениям с Солнцем в момент прохождения перигелия в марте-апреле 2008 года у Окирои были замечены слабые колебания блеска, что могло быть вызвано испарением летучих веществ с её поверхности. Данное обстоятельство позволяет предположить, что этот кентавр представляет собой спящую комету — которая могла бы проявлять кометную активность, если бы подходила к Солнцу достаточно близко.